# Shimon Teranuma
Shimon Teranuma (japanisch 寺沼 星文 Teranuma Shimon; * 8. März 2001 in der Präfektur Tokio) ist ein japanischer Fußballspieler.

## Karriere
Shimon Teranuma erlernte das Fußballspielen in der Jugendmannschaft vom FC Toripletta sowie in der Universitätsmannschaft der Toin University of Yokohama. Vom 26. August 2022 bis Saisonende wurde er von der Universität an Mito Hollyhock ausgeliehen. Der Verein aus Mito, einer Stadt in der Präfektur Ibaraki, spielte in der zweiten japanischen Liga. Sein Zweitligadebüt gab Shimon Teranuma am 27. August 2022 (33. Spieltag) im Heimspiel gegen Tokyo Verdy. Bei der 1:2-Heimniederlage wurde er in der 67. Spielminute für Shōji Tōyama eingewechselt. Nach der Ausleihe kehrte er zur Universität zurück. Mit der Universitätsmannschaft nahm er vom 8. Dezember 2022 bis 1. Januar 2023 an der All Japan University Football Championship teil. Hier besiegte man im Endspiel die Niigata University of Health and Welfare mit 3:2. Am 1. Februar 2023 soll Teranuma fest von Mito unter Vertrag genommen werden.

## Erfolge
Toin University of Yokohama
- All Japan University Football Championship: 2022